# اجداد انلیل
اجداد انلیل یا خدایان انکی-نینکی گروهی از خدایان بین‌النهرینی بودند.

## اصطلاح‌شناسی
اصطلاح «اجداد انلیل» به گروهی از خداییان بین‌النهرینی گفته می‌شود.

## جایگاه در اساطیر بین‌النهرین
اجداد انلیل با جهان زیرین مرتبط بودند. گرچه، منابع در دسترس توضیح نمی‌دهند چگونه مقیم آنجا شدند. اندرو آر. جرج پیشنهاد می‌دهد که قرار گرفتن آنها در جهان زیرین تنها بازتاب این حقیقت است که این اعتقاد وجود داشت که آنها دیگر فعال نیستند.

## خداییان مرتبط
اجداد انلیل را گاهی می‌توان در کنار دیگر شخصیت‌های ازلی نامرتبط نام برد.
دینا کاتز پیشنهاد می‌کند که ارشکیگال ممکن است از نینکی بسط یافته باشد.